# Escut de Maçanet de Cabrenys
L'escut oficial de Maçanet de Cabrenys té el següent blasonament:
Escut caironat: d'or, una maça de sable posada en pal acostada d'una cabra arrestada de gules, a la destra, i d'un roc d'atzur, a la sinistra. Per timbre, una corona mural de vila.

## Història
Va ser aprovat el 25 de juny de 1993 i publicat al DOGC el 7 de juliol del mateix mes amb el número 1767.
La maça és el senyal parlant tradicional al·lusiu al nom de la vila. El castell de Maçanet va pertànyer a la baronia de Cabrenys, que el 1313 va passar als Rocabertí. Els altres dos elements provenen de les armories d'aquestes dues famílies: la cabra de gules dels Cabrenys i el roc d'atzur dels Rocabertí.